# Лукацький Єфрем Львович
Єфрем Львович Лукацький (нар. 27 червня 1956, Київ) — український фотокореспондент. Кавалер ордена «За заслуги» II та III ступенів.
Одна з його фотографій була обрана журналом Time серед 100 найкращих фотографій 2022 року.

## Життєпис
З 1989-го року фотокореспондент Associated Press.
Знімав у Чечні, Афганістані, Іраку, Секторі Гази, у Придністров'ї, знімав затримання Саддама Хусейна.
Його знімки публікували практично всі провідні світові ЗМІ, серед яких Time, Newsweek, The New York Times, The Guardian, The Independent.

## Нагороди та відзнаки
- орден «За заслуги» II ступеня (28 червня 2024) — за значні заслуги у зміцненні української державності, мужність і самовідданість, виявлені у захисті суверенітету та територіальної цілісності України, вагомий особистий внесок у розвиток різних сфер суспільного життя, сумлінне виконання професійного обов'язку[6];
- орден «За заслуги» III ступеня (5 червня 2015) — за вагомий особистий внесок у розвиток вітчизняної журналістики, багаторічну сумлінну працю та високу професійну майстерність[7];
- гранпрі в номінації «Кращий фотограф року» Міжнародної фотопремії «Золота камера» — за репортажну роботу «Протест проти ухвалення закону про російською мовою» (2013)[8];
- фіналіст Пулітцерівської премії[2].

## Сайти
- efrem.lukatsky // facebook
- Лукацький Єфрем / platfor.ma (old!)
- efremlukatsky.com [Архівовано 5 березня 2016 у Wayback Machine.] (25.02.2021 сайт зламаний)

| українська персоналія | Це незавершена стаття про особу, що має стосунок до України. Ви можете допомогти проєкту, виправивши або дописавши її. |